# Jacques Teugels
Jacques Teugels (Ixelles, Bélgica; 3 de agosto de 1946 – Bélgica; 28 de septiembre de 2024) fue un futbolista belga que jugó en la posición de delantero.

## Carrera

### Club
| Periodo   | Club                 | Apariciones | Goles |
| --------- | -------------------- | ----------- | ----- |
| 1966-1968 | RSC Anderlecht       | 12          | 8     |
| 1968-1971 | Union Saint-Gilloise | 64          | 25    |
| 1971-1973 | Racing White         | 54          | 25    |
| 1973-1977 | RWDM                 | 159         | 70    |
| 1977-1979 | RAA Louvièroise      | 25          | 2     |

### Selección nacional
Jugó para Bélgica en 13 ocasiones de 1970 a 1977 y anotó un gol, participó en la Eurocopa 1972.

## Cine
Jacques Teugels apareció en la película belga Le monde nous appartient de Stephan Streker interpretando a una leyenda del fútbol.

## Logros
- Belgian First Division: 1966-67, 1967-68, 1974-75
- Jules Pappaert Cup: 1975
- Amsterdam Tournament: 1975
- Toulon Tournament: 1967